# Shadows Fall
Shadows Fall – amerykańska grupa heavymetalowa pochodząca ze Springfield w stanie Massachusetts, założona w 1995.

## Charakterystyka
Shadows Fall jest jednym z niewielu współczesnych zespołów, którego teksty są inspirowane filozofią Wschodu.
Według Matta Bachanda, nazwa zespołu pochodzi od tytułu komiksu publikowanego we wczesnych latach dziewięćdziesiątych.
Wokalista grupy, Brian Fair jest wegetarianinem, studiuje literaturę na Boston University.

## Historia

### Początki (1995-1997)
Grupę Shadows Fall założyli w 1995 roku Jonathan Donais i Matt Bachand, wraz z pomocą Adama Dutkiewicza. Celem skompletowania składu, Donais i Bachand zatrudnili Phillipa Labonte jako wokalistę i Paula Romanko jako basistę. Po nagraniu dema Mourning A Dead World (1996), zespół wydał EP To Ashes (1997), na którym Dutkiewicz pełnił rolę sesyjnego perkusisty, ale po wydaniu tego wydawnictwa opuścił zespół by następnie uformować Killswitch Engage. Wówczas do zespołu dołączył David Germain ażeby zapełnić wakat perkusisty. Shadows Fall koncertowali w rejonie Nowej Anglii otwierając występy takich zespołów jak Fear Factory czy Cannibal Corpse.

### Somber Eyes to the Sky(1997-1999)
Młody zespół nagrał swój pierwszy studyjny album zatytułowany Somber Eyes to the Sky, wydany 30 listopada 1997 pod szyldem Lifeless Records. W 1998 roku, z powodu różnic artystycznych i personalnych zespół opuścił Labonte, który następnie stworzył grupę All That Remains. Członkowie Shadows Fall znaleźli nowego wokalistę, Briana Faira z zespołu Overcast. Formacja ta, po letniej trasie z Shai Hulud zakończyła działalność, tym samym Fair został zaproszony do współpracy z Shadows Fall.

### Of One Blood(2000)

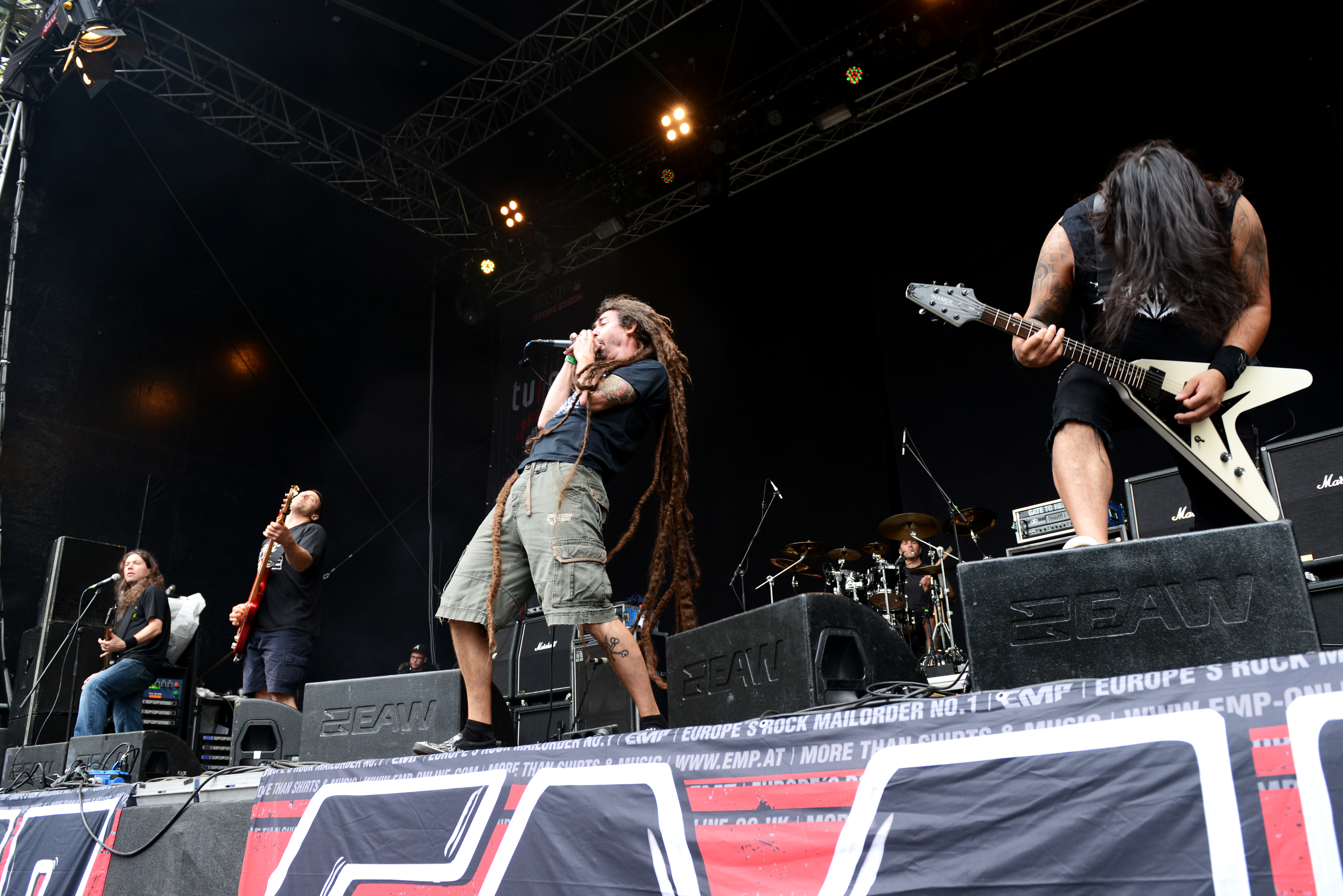
Shadows Fall podczas festiwalu Turock Open Air in Essen w Niemczech (2014)

Drugi album grupy, Of One Blood został nagrany w 2000 roku i wydany przez wytwórnię Century Media Records. Na wydawnictwo składały się również nagrane ponownie utwory pochodzące z Somber Eyes to the Sky. W 2001 David Germain postanowił opuścić zespół z powodu swoich zmagań z alkoholizmem, zaś jego miejsce zajął były perkusista Stigmaty Jason Bittner.

### The Art Of Balance(2001-2003)
Następnie grupa wydała EP Deadworld (2001) oraz kompilację Fear Will Drag You Down (2002), po czym z powodu częstych porównań do innych zespołów wykonujących Gothenburg melodic death metal, Shadows Fall postanowili zmienić styl i poszukać własnego brzmienia Zainspirowani takimi gatunkami jak thrash, hard rock czy power ballad, zespół nagrał trzeci album pod tytułem The Art of Balance, który ukazał się 17 września 2002 i znalazł się na 15 miejscu listy Billboard w zestawieniu najlepszych albumów niezależnych. Płytę promowały trzy teledyski: "Thoughts Without Words", "Destroyer of Senses" oraz "The Idiot Box". Na albumie The Art of Balance znalazł się cover zespołu Pink Floyd "Welcome to the Machine". W 2003 roku zespół wystąpił na Ozzfest.

### The War Within(2004-2006)
Czwarty album grupy The War Within ukazał się 21 września 2004. Był to pierwszy album grupy, który pojawił się na liście Billboard 200 na miejscu 20, a w zestawianiu Top Independent zajął pierwsze miejsce. W ciągu roku zespół zaprezentował cztery teledyski promujące album: "The Power of I and I", "What Drives the Weak", "Inspiration on Demand" oraz "Enlightened By the Cold". W 2006 roku utwór "What Drives the Weak" został nominowany do Grammy Award w kategorii Best Metal Performance, jednakże nagrodę otrzymała grupa Slipknot (za utwór "Before I Forget"). Utwór "The Light That Blinds" został wykorzystany w grze Guitar Hero II. Do 2008 roku na terenie Stanów Zjednoczonych sprzedano prawie 300 000 kopii albumu.
Pierwsze DVD grupy The Art of Touring (Drunk & Shitty in Every City) ukazało się w listopadzie 2005. Wydawnictwo zawiera koncert grupy, zakulisowe zdjęcia oraz sześć teledysków. Ostatnie wydawnictwo nagrane dla Century Media Records, kompilacja zatytułowana Fallout from the War ukazało się 13 czerwca 2006. Album wydano jako kompilacja utworów grupy i zadebiutował na 83 miejscu Billboard 200. Na wydawnictwo składały się utwory nagrane podczas sesji do The War Within, które nie znalazły się w finalnej wersji albumu, strony b oraz covery.

### Threads Of Life(2007-2008)
Następnie Shadows Fall podpisali kontrakt z wytwórnią Atlantic Records (celem dystrybucji albumów na terenie Stanów Zjednoczonych) oraz z Roadrunner Records (z myślą o dystrybucji międzynarodowej). Piąty album studyjny Threads of Life ukazał się 3 kwietnia 2007. Pierwszy singiel "Redemption" opublikowano 20 lutego 2007 na iTunes wraz z wteledyskiem. "Redemption" otrzymał nominację do Grammy w kategorii Best Metal performance; wręczenie nagród odbyło się 10 lutego 2008. Nagrodę zdobył wówczas utwór grupy Slayer, "Eyes of the Insane".
Shadows Fall odbyli trasę promującą album Threads of Life, włączając w to występy na Jägermeister tour z takimi zespołami jak Stone Sour i Lacuna Coil, the Operation Annihilation tour z Static-X, 3 Inches of Blood oraz Divine Heresy, jak również the Black Crusade tour z Trivium, Machine Head, Dragonforce i Arch Enemy. W lutym 2008 zespół wziął też udział w trasie Soundwave tour po Australii i Azji, razem z Killswitch Engage, As I Lay Dying i Bleeding Through.
W międzyczasie grupa wydała kompilację Seeking the Way: The Greatest Hits (2007) podsumowującą twórczość w ramach Century Media oraz EP-kę Forevermore (2008).

### Retribution,Fire from the sky(2009-2014)
15 września 2009 Shadows Fall wydali swój szósty album Retribution pod szyldem swojej własnej wytwórni Everblack Industries, którą założyli przy wydawnictwach zrzeszonych przy Warner Music Group: ILG, Ferret Music i ChannelZERO Entertainment. W Wielkiej Brytanii płytę wydano nakładem Spinefarm Records. Producentem był Chris "Zeuss" Harris. Jason Bittner na temat nowego materiału mówił: "Piosenki są bardziej mroczne, bardziej gniewne... dużo ciężkich brzmień, duszo szalonych gitar, i DUŻO miejsca dla mnie żeby się zabawić. Nie mam wątpliwości, że to będzie mój najlepszy materiał jak do tej pory, i jestem winien chłopakom ten materiał za ich niesamowite riffy." Pod koniec 2009 roku zespół wystąpił na trasie 'Shock & Raw' obejmującą północna Amerykę razem z 2Cents, Otep i Five Finger Death Punch.
W październiku 2010 Shadows Fall wydali DVD z materiałem na żywo, pt. Madness In Manila (Shadows Fall Live In The Philippines 2009). Wydawnictwo zawiera występ zespołu, zarejestrowany 30 kwietnia 2009 podczas Pulp Summer Slam w Manili na Filipinach.
W 2010 gitarzyści grupy Jonathan Donais i Matt Bachand stworzyli projekt muzyczny pod nazwą Dead Of Night (jego członkami są także były perkusista Shadows Fall, Unearth i Seemless, Derek Kerswill; wokalista Jason Witte (ex-Goaded) i basista Jeff Fultz (ex-Seemless). W październiku 2011 grupa podpisała kontrakt z wytwórnią Razor And Tie Records i przystąpiła do nagrywania nowego albumu studyjnego, przy pracach uczestniczył Adam Dutkiewicz. Premiera płyty pt. Fire From the Sky odbyła się 15 maja 2012.
W styczniu 2013 gitarzysta grupy, Jon Donais został członkiem koncertowym zespołu Anthrax, a w sierpniu tego roku został jej pełnoprawnym członkiem. Wówczas grupa wydała oświadczenie o zamiarze odbycia ostatniej trasy koncertowej w Ameryce i Europie przed planowanym zawieszeniem działalności.

## Skład
Obecni członkowie
- Brian Fair – śpiew (2000-obecnie)
- Jonathan Donais – gitara prowadząca, wokal wspierający (1995-obecnie)
- Matt Bachand – gitara rytmiczna, wokal wspierający (1995-obecnie)
- Paul Romanko – gitara basowa (1995-obecnie)
- Jason Bittner – perkusja (2002-obecnie)

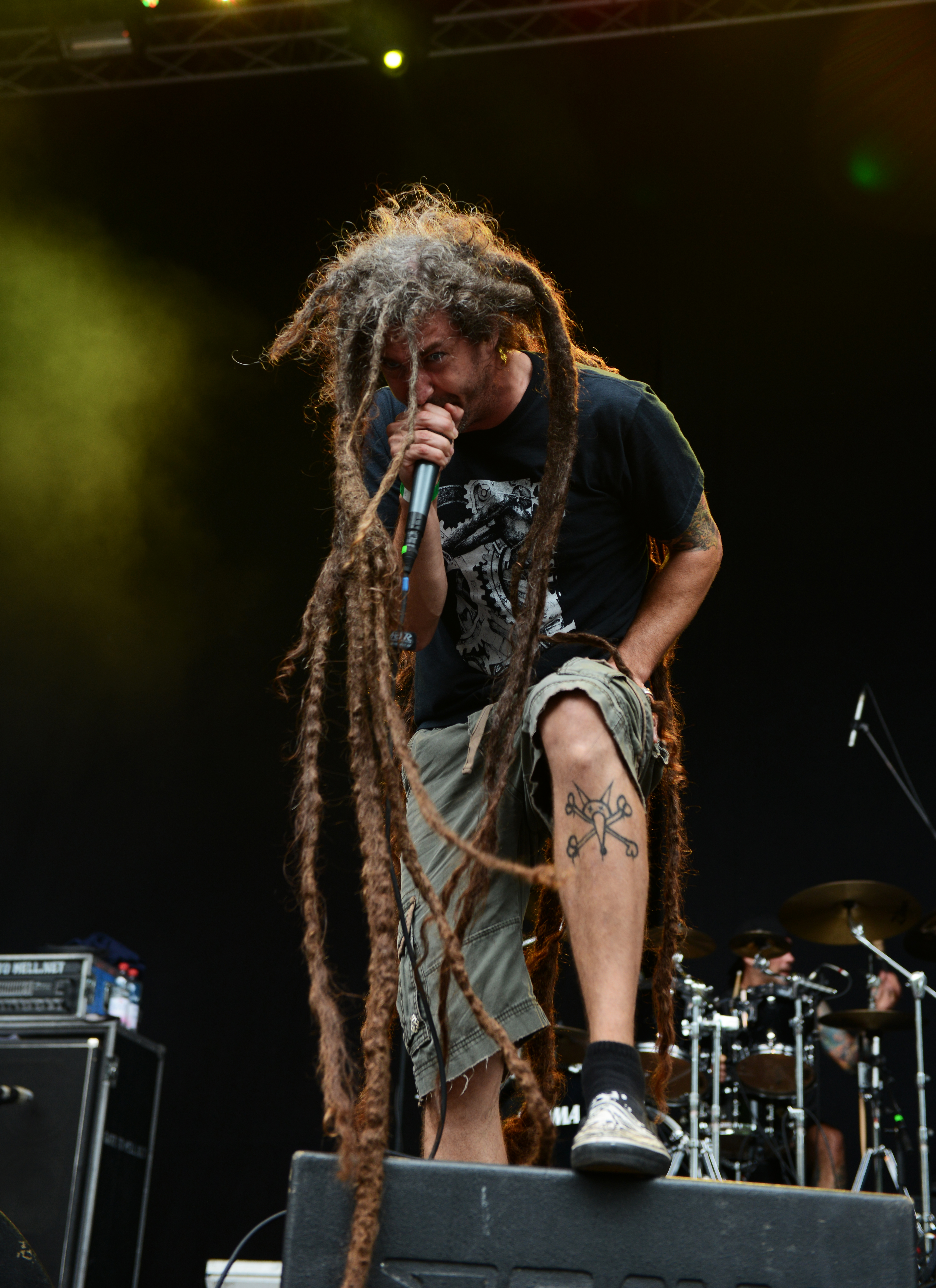
Brian Fair, 2014
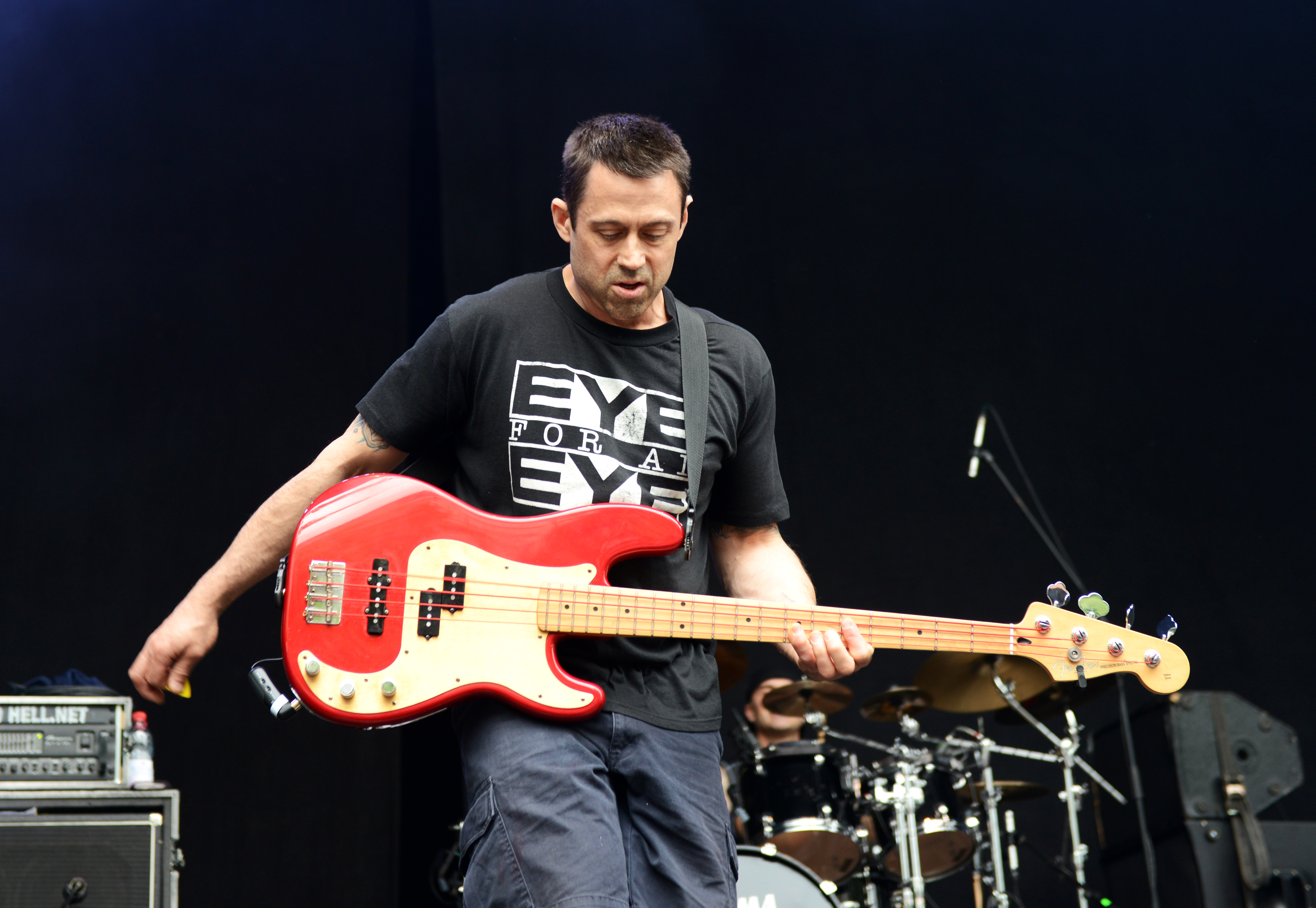
Paul Romanko, 2014
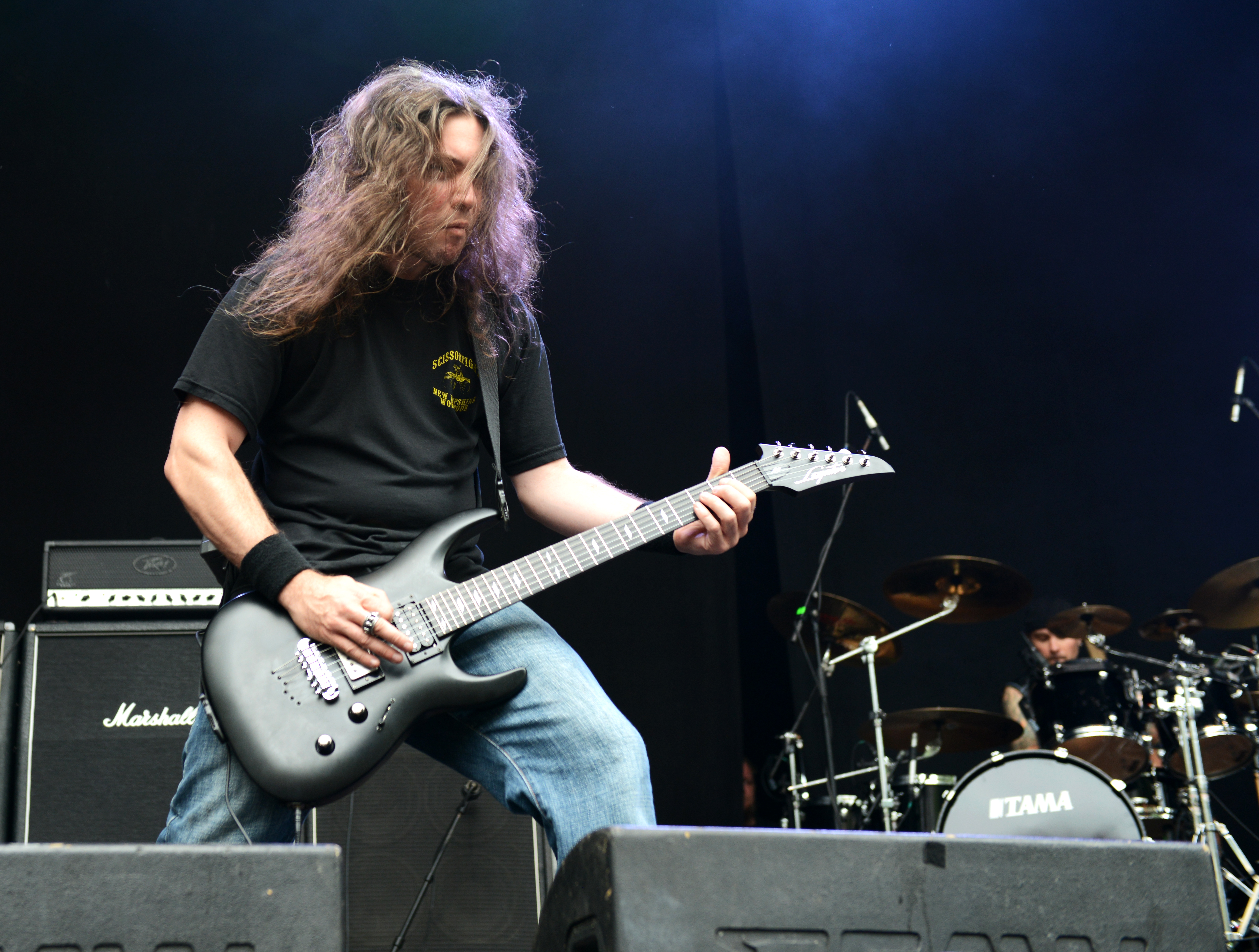
Matt Bachand, 2014
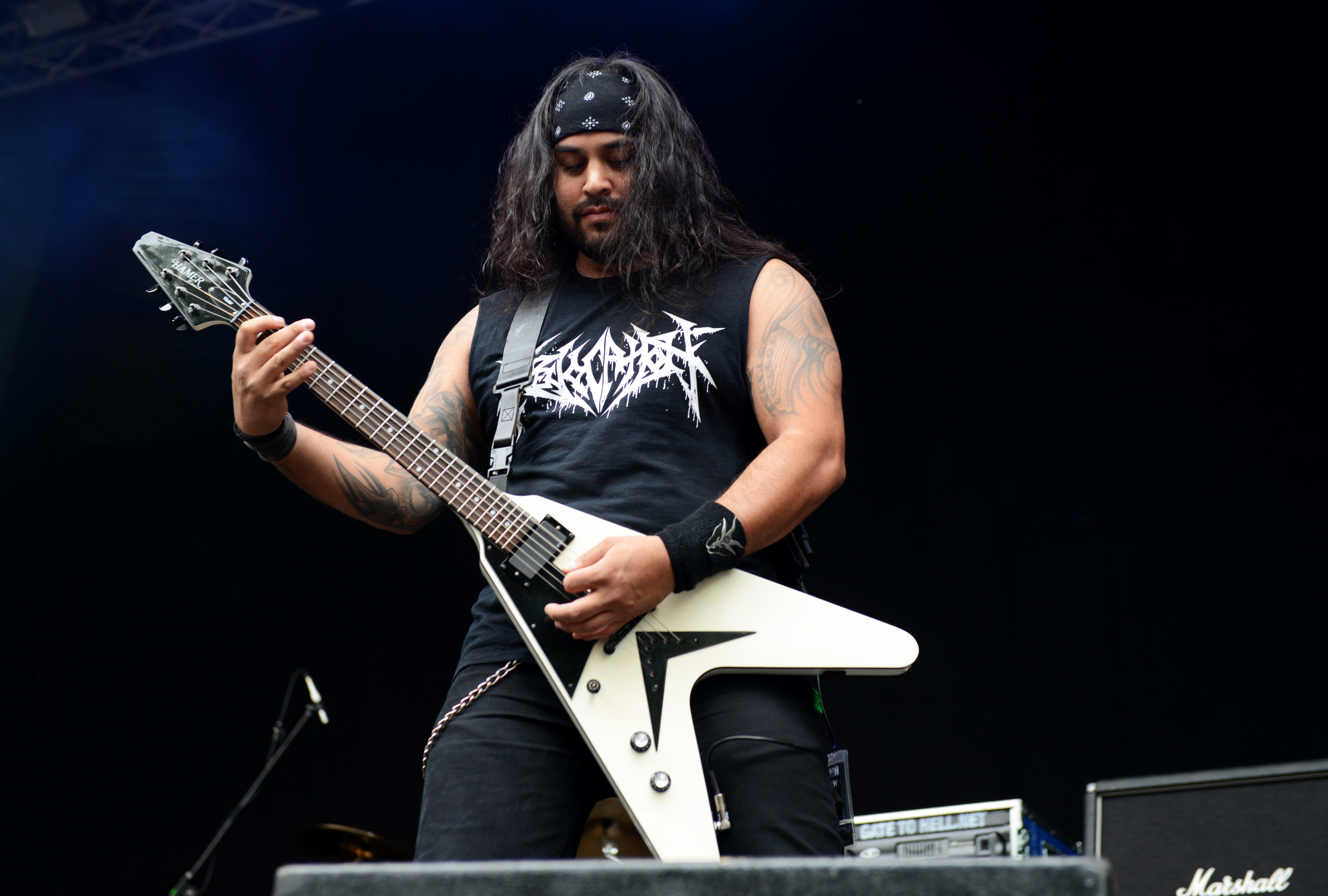
Jon Donais, 2014

Byli członkowie
- Philip Labonte – śpiew (1995–1999)
- David Germain – perkusja (1995–2001)

Muzycy sesyjni
- Adam Dutkiewicz – perkusja (1996)
- Derek Kerswill – perkusja (2001–2002)

## Dyskografia

### Demo
- 1996: Mourning A Dead World

### Minialbumy
- 1997: To Ashes
- 2001: Deadworld
- 2005: Live in Japan
- 2008: Forevermore

### Albumy studyjne
| Rok  | Album                  | Billboard 200 |
| ---- | ---------------------- | ------------- |
| 1998 | Somber Eyes to the Sky | –             |
| 2000 | Of One Blood           | –             |
| 2002 | The Art of Balance     | 15            |
| 2004 | The War Within         | 20            |
| 2007 | Threads of Life        | 46            |
| 2009 | Retribution            | 35            |
| 2012 | Fire from the sky      |               |

### Kompilacje
| Rok  | Album                              |
| ---- | ---------------------------------- |
| 2002 | Fear Will Drag You Down            |
| 2006 | Fallout from the War               |
| 2007 | Seeking the Way: The Greatest Hits |

### Single
| Rok  | Tytuł                   | US Main. | Album                  |
| ---- | ----------------------- | -------- | ---------------------- |
| 1998 | "To Ashes"              |          | Somber Eyes to the Sky |
| 2000 | "Of One Blood"          |          | Of One Blood           |
| 2002 | "Destroyer of Senses"   |          | The Art Of Balance     |
| 2004 | "What Drives The Weak"  | 38       | The War Within         |
| 2005 | "Inspiration On Demand" | 33       | The War Within         |
| 2007 | "Redemption"            | 37       | Threads of Life        |
| 2007 | "Another Hero Lost"     | 40       | Threads of Life        |
| 2009 | "Still I Rise"          | —        | Retribution            |
| 2010 | "Bark At The Moon"      | —        | Retribution            |

### Ścieżka dźwiękowa
- Zdjęcia Ginger – kanadyjski horror filmowy z 2000 roku w reżyserii Johna Fawcetta. Wykorzystano w nim utwór "Of One Blood"[35].

## Wideografia

### Teledyski
- 2002: Thoughts Without Words
- 2002: Destroyer Of Senses
- 2002: The Idiot Box
- 2004: The Power Of I And I
- 2004: What Drives The Weak
- 2004: Enlightened By The Cold
- 2005: Inspiration On Demand
- 2006: In Effigy
- 2007: Redemption
- 2007: Burning The Lives
- 2007: Another Hero Lost
- 2008: Forevermore
- 2009: Still I Rise

### DVD
| Rok  | Album                                                         |
| ---- | ------------------------------------------------------------- |
| 2005 | The Art of Touring (Drunk & Shitty in Every City)             |
| 2010 | Madness in Manila (Shadows Fall Live in The Philippines 2009) |

## Nominacje do nagród
- Grammy Award w kategorii Best Metal Performance – "What Drives the Weak" (2006)[15]
- Grammy Award w kategorii Best Metal Performance – "Redemption" (2008)[19]